# 아지태
아지태(阿志泰, ?~913년)는 태봉(후고구려) 군주 궁예(弓裔)의 관리이다. 

## 생애
《고려사》에 따르면 아지태는 본래 청주 사람으로 본래 남을 속이고 아첨하기를 좋아하였다고 한다. 미륵을 참칭한 궁예가 참소를 좋아하자 아지태는 자기와 동향 사람을 참소하였다. 이후 관부에서 몇 년간 심문하였는데도 해결을 보지 못하다가 913년(수덕만세 13년) 왕건이 진실을 밝혀 아지태는 죄에 대한 벌을 받았다.

## 아지태가 등장하는 작품

### TV 드라마
- 《태조 왕건》KBS, 2000년~2002년, 배우:김인태

## 참고 문헌
- 고려사(高麗史)
- 고려사절요(高麗史節要)